# Cantone di Verny
Il Cantone di Verny era una divisione amministrativa dell'arrondissement di Metz-Campagne.
È stato soppresso a seguito della riforma complessiva dei cantoni del 2014, che è entrata in vigore con le elezioni dipartimentali del 2015.
Comprendeva i comuni di:
- Buchy
- Cheminot
- Chérisey
- Chesny
- Coin-lès-Cuvry
- Coin-sur-Seille
- Cuvry
- Féy
- Fleury
- Foville
- Goin
- Jury
- Liéhon
- Lorry-Mardigny
- Louvigny
- Marieulles
- Marly
- Mécleuves
- Moncheux
- Orny
- Pagny-lès-Goin
- Peltre
- Pommérieux
- Pontoy
- Pouilly
- Pournoy-la-Chétive
- Pournoy-la-Grasse
- Sailly-Achâtel
- Saint-Jure
- Secourt
- Sillegny
- Silly-en-Saulnois
- Solgne
- Verny
- Vigny
- Vulmont